# Образовательное пространство
Образовательное пространство — вид пространства, место, охватывающее человека и среду в процессе их взаимодействия, результатом которого выступает приращение индивидуальной культуры образующегося.

## Опыт использования понятия «образовательное пространство»
Начиная с 90-х годов XX века, в гуманитарных исследованиях, все чаще используется термин «образовательное пространство». Его применение не ограничивалось исключительно педагогической наукой, понятие образовательного пространства использовалось в философских, социологических, психологических исследованиях. Большое количество научных работ посвящалось исследованию какого-либо элемента, фактора или процесса в образовательных пространствах разных уровней (индивидуальном, групповом, уровне образовательного пространства учебного заведения, единого образовательного пространства России, мирового образовательного пространства и т. д.).
На сегодняшний день накоплен богатый опыт использования понятия образовательного пространства. Если не придавать особого научного значения трактовкам, где «образовательное пространство» использовалось в качестве метафоры, наиболее ярко проявляются два основных направления интерпретации рассматриваемого понятия. В рамках первого «образовательное пространство» представляется как пространство образования. Пространства самого процесса. В рамках второго «образовательное пространство» рассматривается как пространство для образования, то есть пространство специально созданное для образовательного процесса.
В научных дискуссиях образовательное пространство нередко трактуется и как система, и как среда, и как сеть образовательных учреждений. С точки зрения логики классическое определение понятия осуществляется через род и видовое отличие, а значит образовательное пространство — это, прежде всего, пространство! А если для решения частных задач допустимо его отождествление, например, с системой или средой, то следует пользоваться именно этими понятиями и хорошо разработанными подходами!
Применение понятия пространства, пространственного подхода к образованию позволяет охватить самые разнородные объекты и процессы, свойственные для образования как такового. Это и внешнее влияние среды, и внутренние психические процессы, системные и принципиально не систематизируемые, сознательные и стихийные, деятельностные и недеятельностные…

## Определение понятия «образовательное пространство»
Образовательное пространство простирается и охватывает все те объекты и процессы, которые включаются в образовательный процесс, приводят к образовательному результату — приращению индивидуальной культуры человека (освоению ценностей, овладению различными способами мышления, деятельности и поведения). Образовательное пространство, с одной стороны, «захватывает» некоторую часть окружающей среды, выделяя то, что мы называем образовательной средой, с другой стороны — человека, где он как участник процесса образования выступает в качестве образующегося.
Образовательное пространство представляет собой вид пространства, место, охватывающее человека и среду в процессе их взаимодействия, результатом которого выступает приращение индивидуальной культуры образующегося.

## Классификация образовательных пространств
Разделив образовательное пространство по сущностному признаку, характеризующему взаимодействие образующегося с образовательной средой сначала на осознанное и неосознанное, а затем на организованное извне и неорганизованное извне взаимодействие, Пономарев Р. Е. выделяет четыре класса образовательных пространств:
Естественное образовательное пространство представляет собой вид образовательного пространства, характеризующегося неосознанным и неорганизованным специально извне взаимодействием образующегося с образовательной средой.
Манипулятивное образовательное пространство — вид образовательного пространства, предполагающий неосознанное образующимся, но специально организованное извне взаимодействие человека с образовательной средой.
Авторитарное образовательное пространство — образовательное пространство, в котором взаимодействие с образовательной средой осознается образующимся, но при этом оно организовано извне по отношению к данному образующемуся.
Свободное образовательное пространство — вид образовательного пространства, который характеризуется осознанным, и не организованным извне, а созданным образующимся взаимодействием с образовательной средой.
Естественный тип образовательного пространства не может лежать в основе педагогической деятельности, однако данное обстоятельство не исключает естественного влияния педагога на ученика и обучающихся друг на друга. Субъектная позиция учителя, манера говорить, жесты, мимика и многое другое, что может специально им и не осознаваться, имеет немаловажное значение для образовательного процесса. Исследователями образования отмечается, что одни и те же способы педагогической деятельности, воспроизводимые в аналогичных ситуациях, имеют не только не одинаковые, но и нередко противоположные последствия.
В ситуации, когда педагог определяет требования к взаимодействию с учащимся, который это осознает, мы имеем дело с авторитарным типом образовательного пространства. Здесь в определенной мере допускается общение педагога и ученика по поводу целей, методов, содержания образования, однако, решение принимает исключительно педагог.
Манипулятивный тип образовательного пространства предполагает определяющую роль педагога в установлении общих требований в образовательном пространстве. Однако у учащегося имеется возможность выбора, в установленных педагогом рамках. В некоторых обстоятельствах, ученик может даже не понимать, что им манипулируют, приписывая решение самому себе.
```
Осмысленное и самостоятельное определение образующимся требований к образовательному пространству, привлечение педагога к осуществлению этого замысла, говорит о свободном образовательном пространстве. Данный тип не исключает диалога по поводу планируемой ситуации, однако приоритет в решении отдается ученику. Близкими по духу свободному образовательному пространству выступают идеи педагогики поддержки и педагогики сопровождения.
```

## Уровни образовательного пространства
Характеризуя образующегося фиксируются три вида, или три уровня образовательных пространств:
-индивидуальный, где в качестве образующегося выступает отдельный человек (индивидное образовательное пространство, личностное образовательное пространство);
-групповой, в качестве образующегося выступают социальные группы и коллективы (групповое, в некоторых случаях, коллективное образовательное пространство);
-мировой, где в образовательном пространстве происходит взаимодействие с образовательной средой всего человечества, как субъекта исторического процесса.
Сегодня особо важное значение приобретает обсуждение социального образовательного пространства государства, города, а также образовательного пространства отдельных организаций и учреждений.